# .ph
.ph는 필리핀의 국가 코드 최상위 도메인이다.

## 개요
.ph 도메인의 공식 도메인 등록 기관은 dotPH Domains Inc이다. dotPH는 PH 도메인 이름, 특히 .ph, .com.ph, .net.ph, .org.ph의 데이터베이스를 보유하고 관리하고 있다.